# Зе Лукас
Жозе Лукас Гомеш да Сілва (порт. José Lucas Gomes da Silva; 23 березня 2008), відомий як Зе Лукас(порт. Zé Lucas), — бразильський футболіст, опорний півзахисник клубу «Спорт Ресіфі».

## Клубна кар'єра
Зе Лукас народився у Віторія-ді-Санту-Антан, штат Пернамбуку, та приєднався до юнацьких команд «Спорт Ресіфі» у віці восьми років, спочатку граючи за команду з футзалу. Він дебютував у першій команді у віці 16 років 11 січня 2025 року, вийшовши на поле в стартовому складі матча чемпіонату Пернамбукано проти «Афогадос» (1:1), який завершився нічиєю 1:1, коли клуб виставив склад до 20 років.
Після вражаючих результатів у перших трьох матчах року Зе Лукас отримав місце в основному складі та 6 лютого 2025 року продовжив свій контракт до 2028 року.

## Кар'єра у збірній
10 лютого 2025 року Зе Лукаса викликали до збірної Бразилії до 17 років на два товариські матчі проти Еквадору.
У 2025 році у складі збірної Бразилії до 17 років зіграв на чемпіонаті Південної Америки для гравців до 17 років, де провів 5 матчів та був капітаном команди. У фінальному матчі проти господарів турніру збірної Колумбії бразильці здобули перемогу в серії післяматчевих пенальті та виграли турнір, та кваліфікувалися на чемпіонат світу.

## Титули та досягнення
Бразилія U17
- Чемпіонат Південної Америки до 17 років: 2025